# Tykho Moon
Pour les articles homonymes, voir Moon.
Pour plus de détails, voir Fiche technique et Distribution.
Tykho Moon est un film britanno-germano-français réalisé par Enki Bilal, sorti en 1996.

## Synopsis
Quelque part sur la Lune, s'érige une colonie poussiéreuse, grossière réplique d'un Paris délabré, chaotique et divisé par un mur rappelant le mur de Berlin. Le Dictateur Mac Bee règne d'une main de fer sur la cité mais un étrange mal le ronge, tout comme ses fils, les condamnant à une mort certaine. Leur seul espoir est de retrouver Tykho Moon, le mystérieux donneur potentiel, supposé mort vingt ans auparavant mais que de rumeurs disent toujours vivant. Mais leur quête est entravée par la présence d'un tueur qui vise tout membre de la famille McBee s'aventurant en ville. Ce danger et la maladie poussent peu à peu le vieux dictateur décadent et son clan dans la folie.

## Fiche technique
- Réalisation : Enki Bilal
- Scénario : Enki Bilal et Dan Franck
- Musique : Goran Vejvoda (en)
- Photographie : Éric Gautier
- Montage : Thierry Derocles
- Décors : Jean-Vincent Puzos
- Costumes : Esther Walz
- Production : Maurice Bernart, Christoph Meyer-Wiel
- Sociétés de production : Black Forest Films, Nova Films, Salomé, Schlemmer Film
- Société de distribution : Steward (France)
- Pays de production :  France,  Allemagne,  Royaume-Uni
- Langues originales : français et anglais (plus secondairement quelques mots dans d'autres langues)
- Genre : science-fiction
- Format : couleur - 1,85:1 - Dolby
- Dates de sortie :
  - Allemagne : 28 novembre 1996
  - France : 5 mars 1997

## Distribution
- Michel Piccoli : McBee, le dictateur / son frère jumeau
- Jean-Louis Trintignant : le chirurgien de McBee
- Richard Bohringer : Glenbaar
- Yann Collette : Alvin / Edward, les fils jumeaux de McBee
- Julie Delpy : Lena
- Johan Leysen : Anikst Vsoloko, alias Tykho Moon
- Marie Laforêt : Eva, l'épouse de McBee
- Marilyne Canto : la réceptionniste
- Frédéric Gorny : Konstantin, l'autre fils de McBee
- Roger Dumas : le patron du bar
- Peter Berling : Gomelski
- Olivier Achard : le zélateur de l'hôtel
- Modèle:Svetozar Cvetković : le sbire
- Jim Adhi Limas
- Pierre Martot